# Kiss Rocks Vegas
Kiss Rocks Vegas es un concierto de la banda de Hard Rock-Heavy Metal estadounidense Kiss lanzado como DVD y Blu-ray el 26 de agosto de 2016. Ésta grabación se estrenó originalmente el 25 de mayo de 2016 a través de cines de varios países del mundo y es la primera grabación oficial desde el Rock The Nation Live en 2004 (sin mencionar la grabación en Buenos Aires, Argentina en 2009 para el lanzamiento de su disco Sonic Boom) y muestra su presentación de uno de sus nueve conciertos que interpretaron en "The Joint at the Hard Rock Hotel and Casino for a Las Vegas" en Las Vegas, Nevada.
En su estreno en cines se mostró un mini-documental donde la banda expresa su percepción de sus conciertos en Las Vegas, mientras que en el DVD y el Blu-ray se agregó una presentación en acústico llamado "Kiss Acoustic".

## Tracklisting
DVD
1. Detroit Rock City
2. Creatures of the Night
3. Psycho Circus
4. Parasite
5. War Machine
6. Tears are Falling
7. Deuce
8. Lick It Up
9. I Love It Loud
10. Hell or Hallelujah
11. God of Thunder
12. Do You Love Me
13. Love Gun
14. Black Diamond
15. Shout it out Loud
16. Rock and Roll all Nite

Kiss Acoustic
1. Coming Home
2. Plaster Caster
3. Hard Luck Woman
4. Christine Sixteen
5. Goin' Blind
6. Love Her all I can
7. Beth

CD
1. Detroit Rock City
2. Creatures of the Night
3. Psycho Circus
4. Parasite
5. War Machine
6. Tears are Falling
7. Deuce
8. Lick It Up
9. I Love It Loud
10. Hell or Hallelujah
11. God of Thunder
12. Do You Love Me
13. Love Gun
14. Black Diamond
15. Shout it out Loud
16. Rock and Roll all Nite

## Integrantes
- Paul Stanley: Vocalista y guitarrista
- Gene Simmons: Vocalista y bajista
- Eric Singer: Vocalista y baterista
- Tommy Thayer: Guitarrista líder y corista

- Datos: Q26963140